# Жовтець татранський
Жовтець круглолистий, жовтець Тора, жовтець татранський  (Ranunculus thora) — багаторічна квіткова рослина з роду жовтець (Ranunculus) родини жовтцевих (Ranunculaceae), поширена у горах Європи.
Занесений до Червоної книги України (Природоохоронний статус виду — «Рідкісний»).